# STS-46
STS-46 e четиридесет и деветата мисия на НАСА по програмата Спейс шатъл и дванадесети полет на совалката Атлантис. Това е първи полет на граждани от Швейцария и Италия.

## Екипаж
| Пост                         | Астронавт                                           |
| ---------------------------- | --------------------------------------------------- |
| Командир                     | Лорън Шрайвър трети космически полет                |
| Пилот                        | Ендрю Алън първи космически полет                   |
| Специалист на мисията 1      | Джефри Хофман трети космически полет                |
| Специалист на мисията 2      | Франклин Чанг-Диас трети космически полет           |
| Специалист на мисията 3      | Клод Николие (ESA/Швейцария) първи космически полет |
| Специалист мисията 4         | Марша Айвънс втори космически полет                 |
| Специалист по полезния товар | Франко Малерба (ESA/Италия) първи космически полет  |

- Броят на полетите е преди и включително тази мисия.

## Полетът
Основните задачи на мисия STS-46 са изпълнение на експерименти по програмите EURECA на ЕКА и италианската „привързан спътник“ TSS (Tether Satellite System).
Европейският възвръщаем спътник „Еврика“ (EURECA-1L, от англ. European Retrievable Carrier) е автономна експериментална платформа (маса 4500 кг), на която са разположени 15 установки за провеждане на повече от 50 експеримента. Поставени са биологични образци, оборудване за растеж на кристали, прибори за наблюдение на слънчева и космическа радиация, детектори за космически прах, телескоп от рентгеновия и гама-диапазона и други. Спътникът е прибран около година по-късно по време на мисия STS-57.
Системата TSS е уникален носител на експериментална апаратура, базирана на совалката. Привързания спътник може да достави апаратура в отдалечени райони от земната атмосфера, намиращи се по-високо от полета на аеростатните сонди, но по-ниско от стабилна орбита на изкуствен спътник на Земята. Самият спътник се състои от „придържаща“ система (въже с дължина 21,68 км) и сферичен спътник (диаметър 1,5 м и маса 516,6 кг). Последния се състои от служебен модул, осигуряващ електрозахранване, телеметрия, навигация и обработка на данни, двигател и няколко научни прибора.
Експеримента е неуспешен поради механична неизправност на придържащата система и въжето се развива само до около 260 м и това не позволило да се получат някакви научни резултати. По време на мисия STS-75 експериментът е повторен и тогава въжето се развива до над 20 км, но се скъсва и спътника остава в орбита около Земята.

## Параметри на мисията
- Маса:
  - При кацането: 94 676 кг
  - Полезен товар: 12 164 кг
- Перигей: 425 км
- Апогей: 437 км
- Инклинация: 28,5°
- Орбитален период: 93.2 мин

## Галерия
- Извеждането на EURECA
- EURECA след извеждането
- Спътника TSS
- Извеждането на TSS
- Друг момент от извеждането на TSS